# Colore (araldica)
Colore è un termine utilizzato in araldica per indicare il rosso, l'azzurro, il verde e il nero, ed anche la porpora. I colori più frequenti sono il rosso, l'azzurro e il nero; meno frequenti sono il verde e la porpora. Deve essere considerato come un colore anche il bianco quando espressamente utilizzato per individuare figure o pezze candide e non d'argento.
In origine, alcuni colori erano delle pellicce, come il nero e probabilmente il rosso. La porpora per molto tempo è stata uno smalto ambiguo, utilizzato talvolta come colore, talaltra come pelliccia. 
A questi colori araldici fondamentali, alcuni araldisti aggiungono anche la carnagione ed il colore naturale (che ai fini della regola di contrasto dei colori possono stare sia sui metalli che sui colori), mentre in Italia è usato di frequente il campo di cielo. Esistono anche altri colori, più rari, come il bruno, il morato o murrey, il cenerino, l'aranciato, il sanguigno o il tanné.  Nell'araldica inglese i colori murrey, sanguigno e tanné sono definiti stain (onta) perché frequentemente utilizzati come identificativi di aumenti disonorevoli.
Nel caso di raffigurazioni in bianco e nero è possibile rappresentare i colori con un sistema di punti e tratteggi, inventato dal padre gesuita Silvestro da Pietrasanta e dallo stesso illustrato nel testo Tesserae gentilitiae, risalente al 1638. La rappresentazione monocromatica di questi colori non è accettata universalmente. 

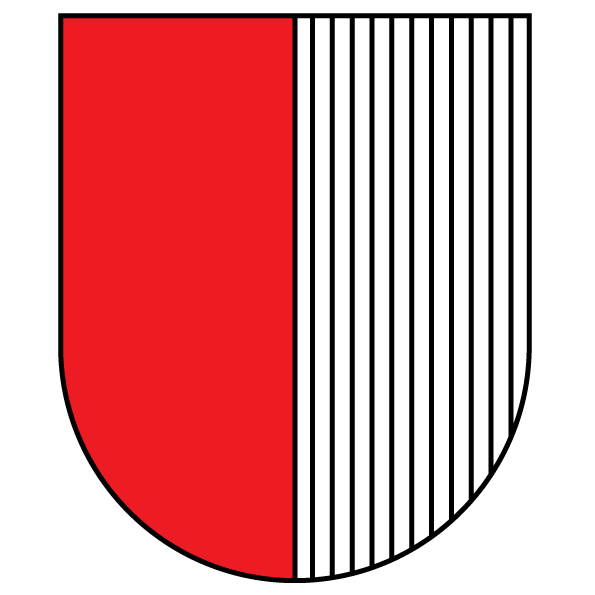
Rosso
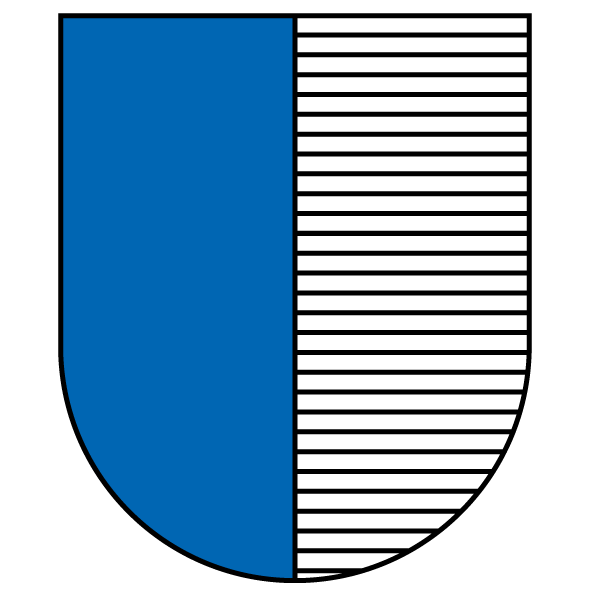
Azzurro
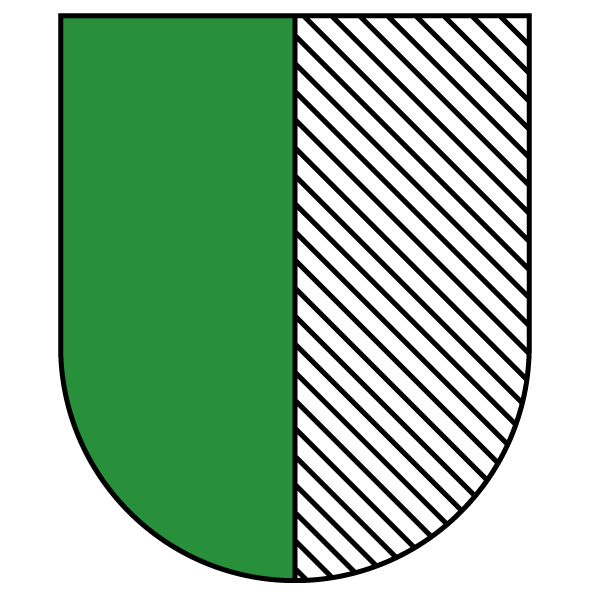
Verde
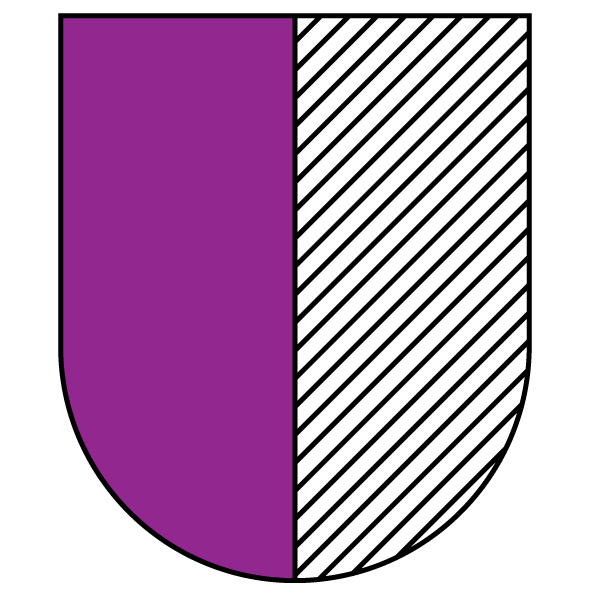
Porpora
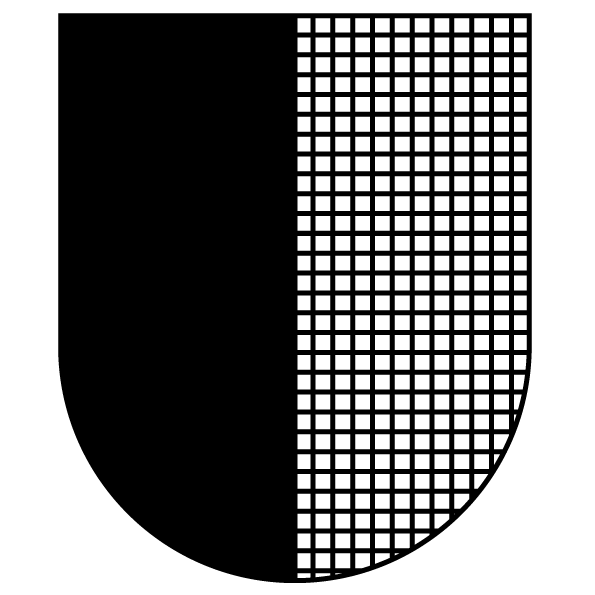
Nero

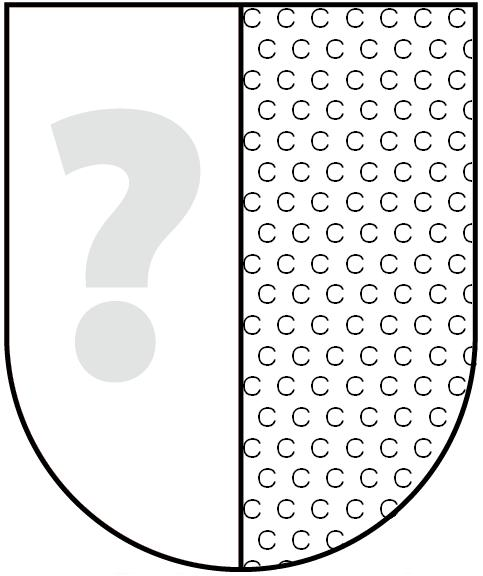
Al naturale
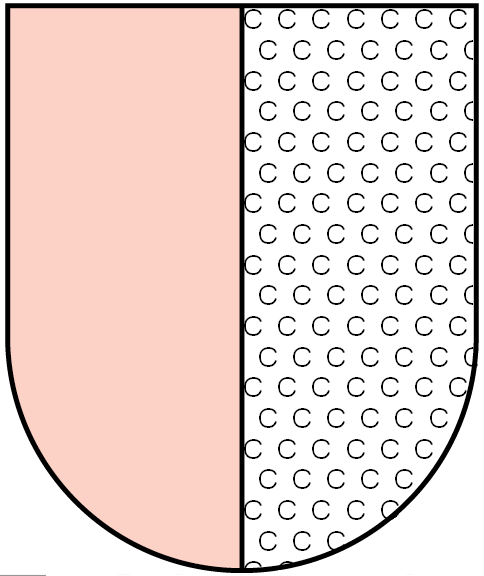
Di carnagione
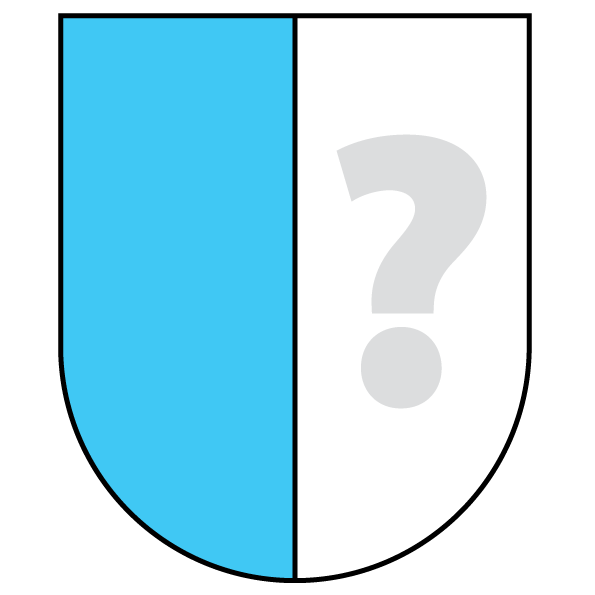
Campo di cielo
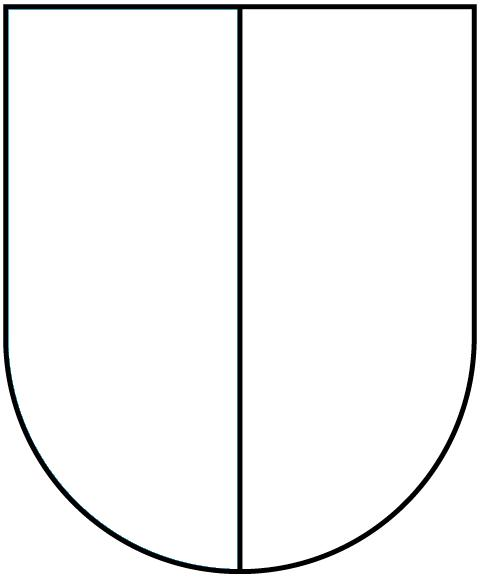
Bianco
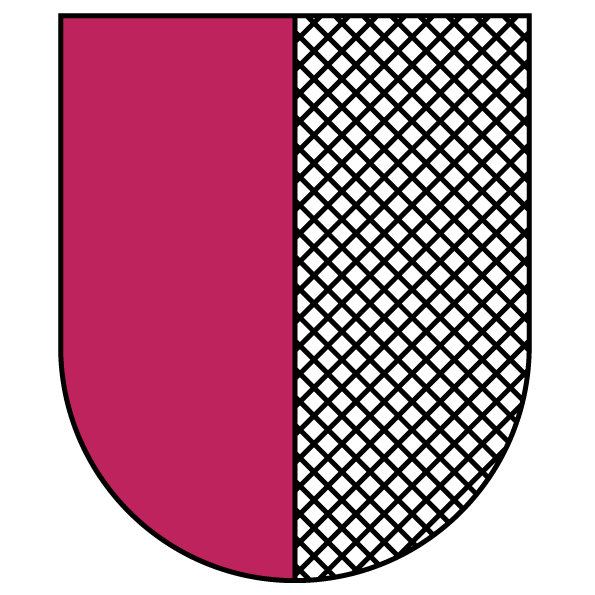
Morato
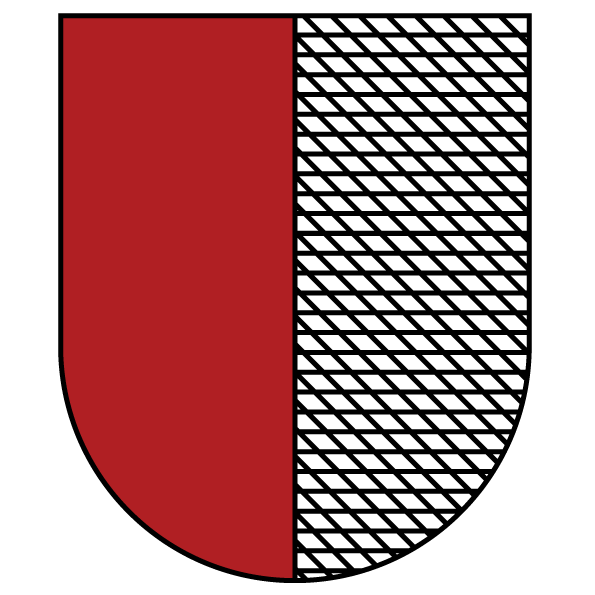
Sanguigno
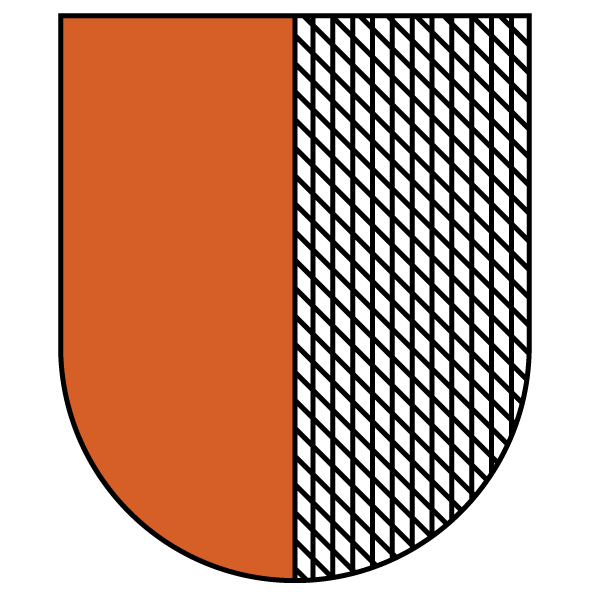
Tanné
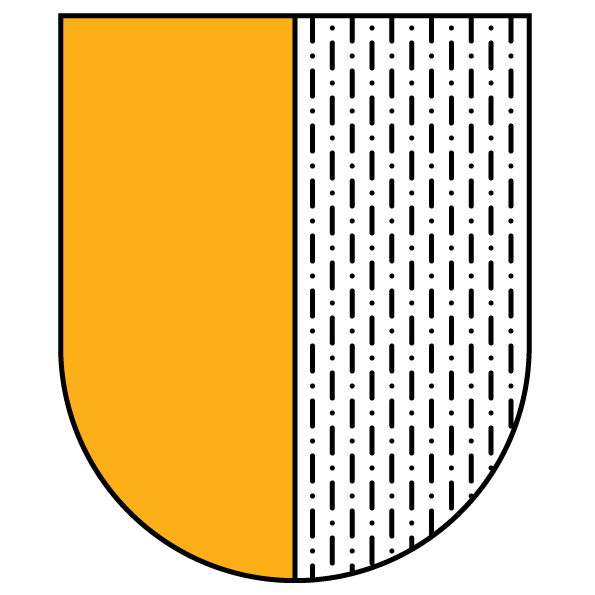
Aranciato
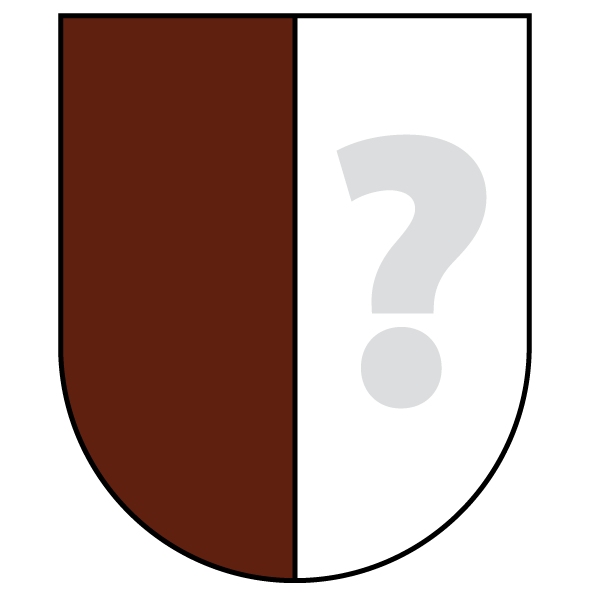
Bruno
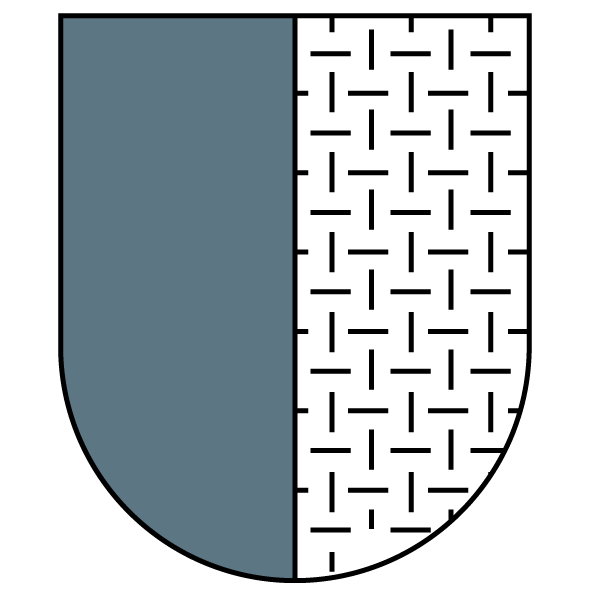
Cenerino